# Mance Lipscomb
Mance Lipscomb, eigentlich Bowdie Glenn Lipscomb (* 9. April 1895 bei Navasota, Texas; † 30. Januar 1976 in Navasota, Texas), war ein einflussreicher Bluessänger und -gitarrist.

## Leben
Das Leben Mance Lipscombs ist, anders als das vieler seiner Zeitgenossen wie Blind Blake und Blind Willie McTell, sehr gut dokumentiert. Lipscomb wirkte an einer Reihe von Blues-Dokumentationen mit, darunter an dem ihm als Hauptperson gewidmeten Dokumentarfilm A Well Spent Life aus dem Jahre 1970.
Geboren als Sohn eines Ex-Sklaven aus Alabama und einer Mutter halbindianischer Abstammung, gab Lipscomb sich bereits als Jugendlicher selbst den Namen „Mance“ (nach dem Freund seines ältesten Bruders Charlie), der als Abkürzung für „emancipation“ (aus lat. emancipare = einen Sklaven oder erwachsenen Sohn in die Eigenständigkeit entlassen) zu verstehen ist.
Mance Lipscomb wuchs in einem musikalischen Umfeld auf; sein Vater war Fiddler, ein Onkel spielte Banjo und seine Brüder Gitarre. Mit elf Jahren bekam er selbst eine Gitarre geschenkt und begleitete bald seinen Vater. Später trat er allein als Unterhaltungsmusiker auf. In der Folge hatte er Kontakt zu berühmten Musikern wie den Bluesinterpreten Blind Lemon Jefferson, Blind Willie Johnson oder dem Country-Sänger Jimmy Rodgers. Dennoch nahm er nie eine Gelegenheit wahr, selbst Musikaufnahmen zu machen.
Lipscomb verdiente seinen Lebensunterhalt seit seiner Jugend fast ununterbrochen als Sharecropper in Texas. 1905–1956 arbeitete er für verschiedene Grundeigentümer in der Gegend seiner Heimat. 1956–1958 lebte er in Houston, wo er in einem Holzunternehmen tätig war. Hier spielte er auch zusammen mit dem Bluesmusiker Lightnin’ Hopkins. Nach einem Arbeitsunfall kehrte Lipscomb wieder in seine Heimatgegend zurück, wo er sich ein eigenes Haus und etwas Land kaufen konnte. 1960 wurde er während des damaligen Country-Blues-Revivals von Mack McCormick und Chris Strachwitz ‚entdeckt‘ und nutzte die Gelegenheit zu Schallplattenaufnahmen. In der Folge trat er auch vor größerem Publikum auf, so etwa 1961 beim Berkeley Folk Festival vor über 40.000 Zuschauern.

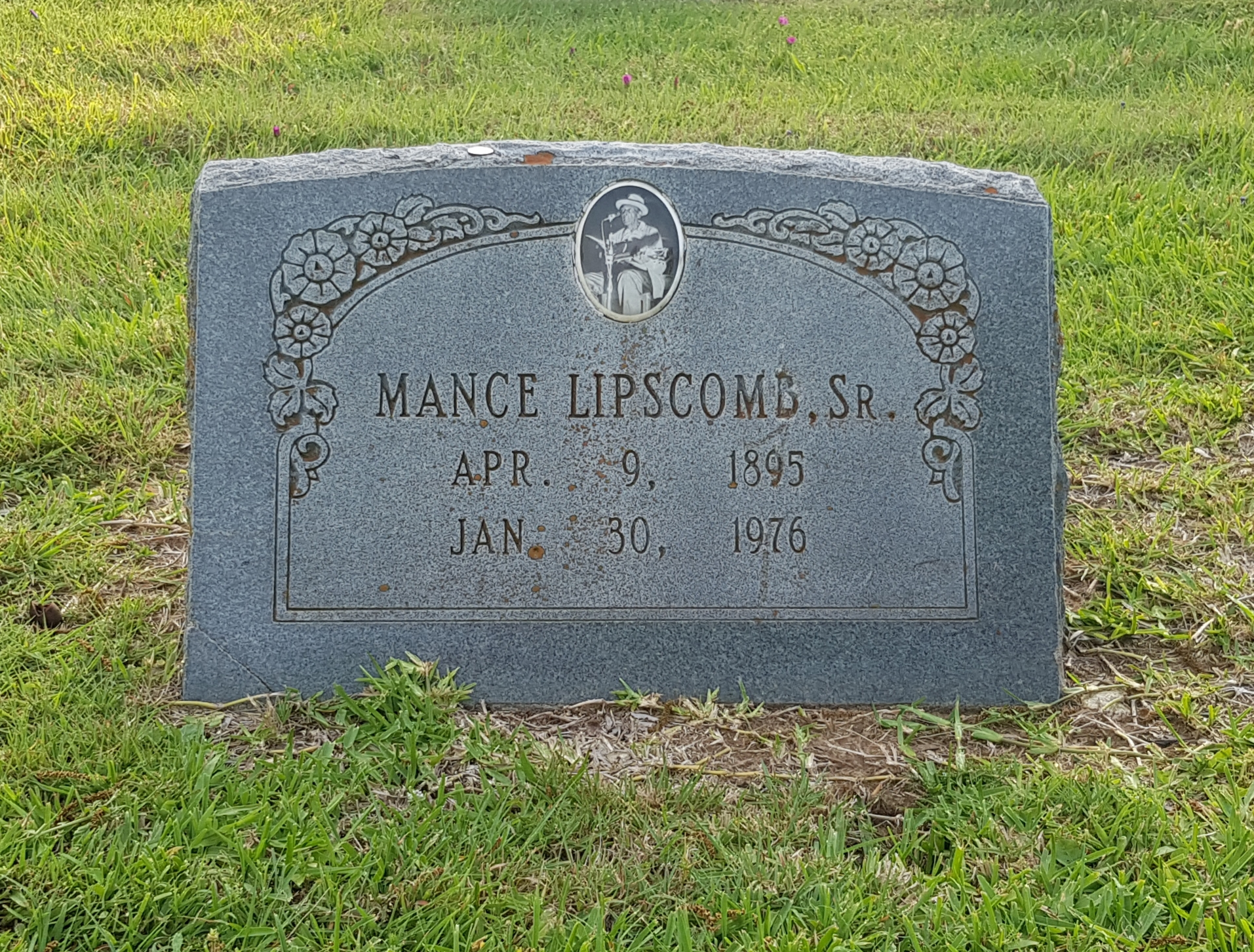
Grabstein auf dem Oakland Cemetery von Navasota, Texas

Trotz seiner Bekanntheit in den 1960er und frühen 1970er Jahren starb Mance Lipscomb 1976 arm in seiner Heimatstadt Navasota zwei Jahre nach einem schweren Schlaganfall und wurde auf dem Oakland Cemetery seiner Heimatstadt beigesetzt. Mance Lipscomb und seine Frau Elnora hatten einen leiblichen Sohn, Mance Lipscomb Jr., und drei adoptierte Kinder.

## Werk
Mance Lipscomb gilt als Vertreter des Texas Blues. Er stand in der Tradition der populären Sänger des 19. Jahrhunderts, die eine große Bandbreite an musikalischen Stilen aufwiesen und neben Blues auch Folk, Ragtime, Gospel und Musik aus anderen schwarzen und weißen Musikgenres interpretierten. Lipscomb verfügte über ein solches Repertoire, bestehend aus rund 350 Liedern aus zwei Jahrhunderten, und er beharrte deshalb darauf, dass man ihn als „songster“ wahrnehme und nicht als Bluessänger oder als Gitarristen.
Lipscombs Musik ist auf einer Vielzahl von Langspielplatten und CDs zu hören, vor allem auf Strachwitz’ Label Arhoolie Records. Da Lipscomb neben seiner eigentlichen Beschäftigung als Farmer seine Stimme und sein Gitarrespiel sein ganzes Leben lang geübt hatte, beherrschte er auch noch in hohem Alter die komplizierte Fingerpicking-Gitarrentechnik; seine ausdrucksstarke Stimme passte außerdem hervorragend zu seinem neben Blues vor allem aus Traditionals aus der Vor-Blues-Zeit bestehenden Songmaterial.
Sein Song Baby, Let Me Lay It On You wurde von den Folksängern Eric Von Schmidt und Bob Dylan nach einem Auftritt Lipscombs in New York aufgegriffen und als Baby, Let Me Follow You Down neu interpretiert. Einer von Lipscombs besten Songs, Sugar Babe, war das erste Lied, das er auf der Gitarre zu spielen lernte. Zu Lipscombs Repertoire gehörten auch Country-Blues-Versionen der Schlager Shine On, Harvest Moon und It’s a Long Way to Tipperary sowie zahlreiche Evergreens aus dem Bluesgenre.
Lipscomb war bekannt für seine ausführlichen Erinnerungen und Ausführungen zum Thema „Musik und das Leben“. Aufzeichnungen hiervon existieren sowohl auf Band als auch schriftlich und sind in der „Mance Lipscomb – Glenn Myers“-Sammlung im Center for American History an der University of Texas in Austin dokumentiert.

## Ehrungen

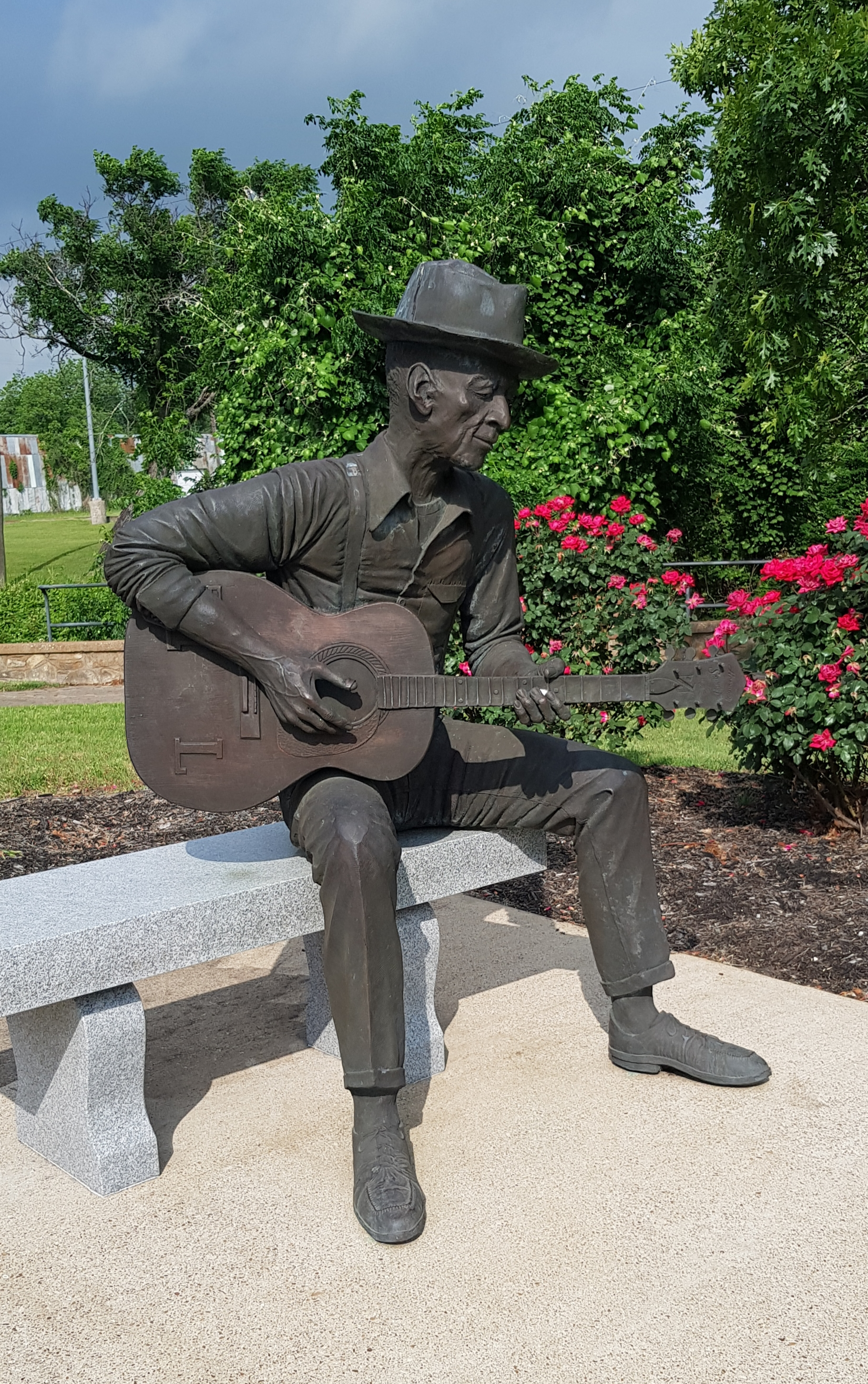
Skulptur von Mance Lipscomb aus dem Jahre 2011

- Im Jahr 2005 hat der Bundesstaat Texas Lipscombs Heimatstadt Navasota zu Ehren ihres verstorbenen Sohns den Titel The Blues Capital of Texas verliehen.
- Am 12. August 2011 wurde eine von dem kalifornischen Künstler Sid Henderson geschaffene Bronzestatue in dem kleinen Mance Lipscomb Park in Navasota eingeweiht. Die fast drei Zentner schwere Skulptur zeigt Lipscomb, wie er auf einer Bank sitzend Gitarre spielt. Auf der Bank wurde eigens Platz gelassen, damit Fans sich neben Lipscomb setzen und an seiner Seite selbst Gitarre spielen können.

## Diskografie
- 1960: Mance Lipscomb: Texas Songster and Sharecropper
- 1961: Trouble in Mind
- 1964: Mance Lipscomb Texas Songster Volume 2
- 1965: Mance Lipscomb Volume 3: Texas Songster in a Live Performance
- 1967: Mance Lipscomb Volume 4
- 1970: Mance Lipscomb Volume 5
- 1974: Mance Lipscomb Volume 6
- 1978: You’ll Never Find Another Man Like Mance

Zusätzlich erschienen einzelne Titel auch auf Blues-Anthologien. Neuauflagen in unterschiedlicher Zusammenstellung und mit teilweise bislang unveröffentlichten Aufnahmen sind:
- 1993: So Different Blues
- 1993: You Got To Reap What You Sow
- 1994: Texas Blues Guitar
- 1996: Mama Don’t Allow
- 1998: Live! at The Cabale. Texas Songster Vol. 4
- 1999: Captain Captain! Texas Songster Vol. 3
- 2000: Trouble in Mind
- 2002: Texas Country Blues Volume 5
- 2003: American Folk Song Traditionalist Sings Trouble In Mind
- 2009: The Best of Mance Lipscomb